# طبقة جديدة
 الطبقة الجديدة  هو مصطلح يُستخدم بين ناقدي الشيوعية لوصف طبقة حاكمة ومرفهة ظهرت من بين بيروقراطيي ومسؤولي الدول التي اتبعت نموذج الاتحاد السوفييتي. يُعرفون باللغة الروسية باسم نومنكلاتورا، والبرجوازيون الحمر كمرادف تحقيري. ظهر المصطلح لأول مرة عام 1957 في كتاب ميلوفان دجيلاس، نائب رئيس جمهورية يوغوسلافيا الاشتراكية الاتحادية، والمعنون الطبقة الجديدة: تحليل النظام الشيوعي.